# Olympique Lyonnais 2001-2002
Questa voce raccoglie le informazioni riguardanti l'Olympique Lyonnais nelle competizioni ufficiali della stagione 2001-2002.

## Stagione
Dopo il titolo sfumato nella stagione precedente per una manciata di punti, il Lione ha la consapevolezza di poter recitare un ruolo da protagonista nel campionato in corso. È l'ultima edizione di Division 1, il format a 18 squadre della massima divisione francese, che dalla stagione successiva passerà a 20 partecipanti. Il Lione debutta sul campo del Lens, dove sbaglia l'approccio alla gara e va sotto 2-0 nei primi venti minuti, senza riuscire più a recuperare. Il riscatto avviene nell'esordio casalingo, dove il Sedan viene regolato con lo stesso risultato. Questo successo apre una serie positiva di sei partite che proietta l'Olympique Lione al terzo posto in classifica dietro alla coppia di vertice formata da Lens e Auxerre. L'apice arriva nella larga vittoria 4-1 contro i campioni in carica del Nantes: in questa gara vanno a segno per la prima volta i due nuovi acquisti Éric Carrière e Péguy Luyindula. Dopo la sconfitta di Metz, il Lione trova un nuovo largo successo contro il Rennes che lo porta in vetta alla classifica assieme ad Auxerre e Lilla. Con ottobre si apre un mese di difficoltà, dove arrivano due pareggi e una sconfitta sul campo del Monaco. A novembre arrivano tre vittorie in altrettante partite che spalancano all'OL le porte del secondo posto, mantenuto da lì fino al termine del campionato. Il girone di andata si chiude con la vittoria conquistata in extremis sul Bordeaux, dopo che i Gones erano pesantemente caduti a Montpellier.
Nel girone di ritorno il Lione inizia con due trasferte, a Sedan e Guingamp: dalla prima esce sconfitto, mentre nella seconda ottiene una vittoria in cui protagonista assoluto con una tripletta è stato Delmotte. Il recupero della gara interna con il Bastia finisce a reti bianche, ma i Gones si riscattano ampiamente nel successivo match con i rivali dell'Olympique Marsiglia: 4-0 il risultato finale, maturato nell'arco di tredici minuti del primo tempo. Dopo aver perso 3-0 a Nantes, il Lione trova due successi interni importanti per lanciare l'inseguimento al Lens capolista che però si allontana quando l'OL viene sconfitto di misura sul campo del Sochaux. Dopo aver battuto il Monaco ed essere uscito sconfitto da Lilla, il Lione ha un ritardo di sei punti rispetto al Lens. Tra la 30ª e la 31ª giornata l'OL guadagna quattro punti vincendo contro Lorient e Auxerre, approfittando dei contemporanei pareggi del Lens. Nel turno seguente i Gones mancano l'occasione del sorpasso, pareggiando a reti bianche contro il Montpellier e sfruttando il knock out del Lens a Bastia. Alla penultima giornata il Lione vince con molta sofferenza a Bordeaux e rimane in scia della capolista: sarà lo scontro diretto dell'ultima partita, praticamente una finale, a decretare i campioni di Francia. Il Lione ha a disposizione un solo risultato, la vittoria, e indirizza bene la gara portandosi sul 2-0 nel primo quarto d'ora di gioco con i gol di Govou e Violeau. Il difensore polacco del Lens Bąk, che aveva iniziato la stagione proprio con l'OL andando a segno nella sua unica presenza con i Gones, realizza la rete che rimette in partita gli ospiti. In avvio di ripresa, dopo aver rischiato di subire il pareggio, Laigle mette a segno il gol che vale il primo titolo della storia del Lione.
Nella prima fase a gironi di Champions League il Lione è inserito nel girone F assieme a Barcellona, Fenerbahçe e Bayer Leverkusen. Il debutto dovrebbe avvenire al Camp Nou, ma l'incontro è rinviato in seguito agli attentati del World Trade Center. Di conseguenza l'esordio europeo dell'OL avviene la settimana successiva contro i tedeschi che sbancano la Gerland. I francesi si riscattano vincendo l'incontro seguente in casa del Fenerbahçe grazie a un gol nel finale di Delmotte. Nel recupero della prima gara il Barcellona vince 2-0, ma il Lione torna a sperare nel passaggio del turno superando nuovamente i turchi 3-1 in casa. A due giornate dal termine il Lione ha tre punti di ritardo rispetto alla coppia di vertice Barcellona-Bayer. I francesi ospitano il Barcellona alla Gerland: Luyindula e Carrière firmano la rimonta al doppio vantaggio blaugrana, ma Gerard realizza nel recupero il gol che segna la sconfitta dell'OL e la conseguente eliminazione dalla seconda fase a gironi. Risulta quindi inutile la vittoria sul campo del Bayer Leverkusen nell'ultimo incontro: il Lione chiude terzo e retrocede in Coppa UEFA. Ai sedicesimi di finale incontra i belgi del Bruges, rimediando una pesante sconfitta per 4-1 nella gara di andata che sembra compromettere il cammino nella competizione. Invece, la squadra di Santini riesce a ribaltare il risultato nel return match, trovando un 3-0 che vale il passaggio agli ottavi. Non va altrettanto bene contro lo Slovan Liberec: il Lione viene fermato sull'1-1 nella prima partita, perdendo ancora una volta 4-1 l'incontro in trasferta.
In Coppa di Francia il Lione viene eliminato ai sedicesimi di finale dal modesto Châteauroux, mentre in Coppa di Lega il cammino dei rodanesi si ferma agli ottavi contro il Bordeaux.

## Maglie e sponsor
Lo sponsor tecnico per la stagione 2001-2002 è Renault, mentre lo sponsor ufficiale è Adidas. La prima maglia è bianca con inserti rossi e blu, calzoncini e calzettoni bianchi. La seconda maglia è blu con inserti rossi, calzoncini e calzettoni blu.
| Casa | Trasferta | Terza |

## Organigramma societario
Area direttiva
- Presidente: Jean-Michel Aulas
- Consiglieri: Bernard Lacombe, Marino Faccioli
- Osservatore: Marcelo Kiremidjian

Area tecnica
- Allenatore: Jacques Santini
- Allenatore in seconda: Dominique Cuperly
- Preparatore dei portieri: Joël Bats
- Fisioterapista: Abdeljelil Redissi
- Kit manager: Guy Genet

## Rosa
| N. |                    | Ruolo | Calciatore       |
| -- | ------------------ | ----- | ---------------- |
| 1  | Francia (bandiera) | P     | Grégory Coupet   |
| 2  | Belgio (bandiera)  | D     | Éric Deflandre   |
| 3  | Brasile (bandiera) | D     | Edmílson         |
| 4  | Francia (bandiera) | D     | Florent Laville  |
| 5  | Polonia (bandiera) | D     | Jacek Bąk        |
| 6  | Francia (bandiera) | C     | Philippe Violeau |
| 7  | Francia (bandiera) | A     | Steve Marlet     |
| 8  | Francia (bandiera) | C     | Pierre Laigle    |
| 9  | Brasile (bandiera) | A     | Sonny Anderson   |
| 10 | Francia (bandiera) | C     | Éric Carrière    |
| 12 | Brasile (bandiera) | C     | Juninho          |
| 13 | Francia (bandiera) | D     | Jérémie Bréchet  |

| N. |                     | Ruolo | Calciatore          |
| -- | ------------------- | ----- | ------------------- |
| 14 | Francia (bandiera)  | A     | Sidney Govou        |
| 15 | Francia (bandiera)  | D     | Christophe Delmotte |
| 17 | Camerun (bandiera)  | C     | Marc-Vivien Foé     |
| 18 | Francia (bandiera)  | A     | Péguy Luyindula     |
| 19 | Francia (bandiera)  | D     | Jean-Marc Chanelet  |
| 20 | Svizzera (bandiera) | D     | Patrick Müller      |
| 21 | Francia (bandiera)  | A     | Frédéric Née        |
| 22 | Francia (bandiera)  | C     | David Linarès       |
| 27 | Francia (bandiera)  | C     | Alexandre Hauw      |
| 31 | Brasile (bandiera)  | D     | Cláudio Caçapa      |
| 33 | Francia (bandiera)  | A     | Bryan Bergougnoux   |
| 35 | Francia (bandiera)  | P     | Angelo Hugues       |

## Calciomercato

### Sessione estiva
| Acquisti | Acquisti          | Acquisti     | Acquisti                    |
| R.       | Nome              | da           | Modalità                    |
| -------- | ----------------- | ------------ | --------------------------- |
| D        | Laurent Montoya   | O. Lione B   | contratto da professionista |
| C        | Éric Carrière     | Nantes       | definitivo (12 milioni €)   |
| C        | Yoann Gomez       | O. Lione B   | contratto da professionista |
| A        | Bryan Bergougnoux | O. Lione U19 | contratto da professionista |
| A        | Frédéric Fouret   | Nancy        | fine prestito               |
| A        | Péguy Luyindula   | Strasburgo   | definitivo (8,8 milioni €)  |
| A        | Frédéric Née      | Bastia       | definitivo (7,5 milioni €)  |
| A        | Roland Vieira     | Angers       | fine prestito               |

| Cessioni | Cessioni         | Cessioni    | Cessioni                      |
| R.       | Nome             | a           | Modalità                      |
| -------- | ---------------- | ----------- | ----------------------------- |
| D        | Serge Blanc      | Montpellier | risoluzione compartecipazione |
| D        | Jacek Bąk        | Lens        | definitivo (4,3 milioni €)    |
| D        | Kelly Berville   | Nizza       | risoluzione compartecipazione |
| C        | Vikash Dhorasoo  | Bordeaux    | prestito                      |
| C        | Guillaume Lacour |             | svincolato                    |
| C        | Steed Malbranque | Fulham      | definitivo (6,6 milioni €)    |
| A        | Frédéric Fouret  | Nancy       | definitivo (280.000 €)        |
| A        | Patrice Loko     | Troyes      | risoluzione compartecipazione |
| A        | Steve Marlet     | Fulham      | definitivo (17,6 milioni €)   |

### Sessione invernale
| Cessioni | Cessioni         | Cessioni | Cessioni   |
| R.       | Nome             | a        | Modalità   |
| -------- | ---------------- | -------- | ---------- |
| C        | Guillaume Lacour |          | svincolato |

## Risultati

### Division 1

#### Girone di andata
| Arbitro: | Sars |

|                     |           |  |
| Sarr 11’ Ismaël 18’ | Marcatori |  |

| Arbitro: | Moulin |

|                         |           |  |
| Anderson 27’ Laigle 77’ | Marcatori |  |

| Arbitro: | Veissière |

|                     |           |                     |
| Ferreira 71’ (rig.) | Marcatori | 35’ Bąk 66’ Juninho |

| Arbitro: | Coue |

|                                     |           |  |
| Anderson 10’ (rig.) Née 85’ Foé 90’ | Marcatori |  |

| Arbitro: | Bombart |

|  |           |                         |
|  | Marcatori | 45’ Marlet 90’ Delmotte |

| Marsiglia 8 settembre 2001, ore 17:15 CEST 6ª giornata | Olympique Marsiglia | 0 – 0 referto | Olympique Lione | Stade Vélodrome (52.559 spett.)\| Arbitro: \| Sars \| |
| Arbitro:                                               | Sars                |               |                 |                                                       |

| Arbitro: | Colombo |

|                                         |           |                          |
| Luyindula 16’, 90’ Foé 38’ Carrière 65’ | Marcatori | 41’ (rig.) Olivier Quint |

| Arbitro: | Veissière |

|                  |           |  |
| Gaillot 38’, 72’ | Marcatori |  |

| Arbitro: | Piccirillo |

|                                                |           |  |
| Luyindula 8’ Juninho 18’, 44’ (rig.) Govou 56’ | Marcatori |  |

| Arbitro: | Bré |

|                                  |           |                   |
| Okocha 18’ Ronaldinho 79’ (rig.) | Marcatori | 14’ Née 27’ Govou |

| Arbitro: | Lhermite |

|             |           |            |
| Juninho 82’ | Marcatori | 38’ Isabey |

| Arbitro: | Garibian |

|                        |           |                  |
| Bierhoff 67’ Nonda 69’ | Marcatori | 71’ (aut.) Givet |

| Arbitro: | Layec |

|                                              |           |                              |
| Govou 29’, 76’ Pichot 45’ (aut.) Violeau 90’ | Marcatori | 31’ (aut.) Bréchet 42’ Fahmi |

| Arbitro: | Piccirillo |

|  |           |                                    |
|  | Marcatori | 9’ Carrière 30’ Anderson 31’ Govou |

| Arbitro: | Coue |

|                                        |           |  |
| Chanelet 16’ Luyindula 44’ Violeau 82’ | Marcatori |  |

| Arbitro: | Kalt |

|                                  |           |  |
| Cissé 1’ Maoulida 46’ Bamogo 70’ | Marcatori |  |

| Arbitro: | Veissière |

|                      |           |  |
| Bonnissel 90’ (aut.) | Marcatori |  |

#### Girone di ritorno
| Arbitro: | Duhamel |

|                                |           |             |
| Deflandre 8’ (aut.) Ndiefi 61’ | Marcatori | 10’ Violeau |

| Lione 16 gennaio 2002, ore 20:30 CET 19ª giornata | Olympique Lione | 0 – 0 referto | Bastia | Stade de Gerland (29.506 spett.)\| Arbitro: \| Busacca \| |
| Arbitro:                                          | Busacca         |               |        |                                                           |

| Arbitro: | Ledentu |

|                       |           |                                     |
| Bardon 6’ Fiorèse 57’ | Marcatori | 47’, 49’, 90’ Delmotte 56’ Anderson |

| Arbitro: | Moulin |

|                                        |           |            |
| Carrière 29’ Anderson 46’ Delmotte 73’ | Marcatori | 22’ Goussé |

| Arbitro: | Duhamel |

|                                               |           |  |
| Anderson 24’ (rig.), 35’ Laigle 29’ Govou 32’ | Marcatori |  |

| Arbitro: | Hamer |

|                               |           |  |
| Vahirua 28’, 44’ Moldovan 52’ | Marcatori |  |

| Arbitro: | Poudevigne |

|                                                   |           |             |
| Carrière 13’ Govou 59’ Anderson 85’ Luyindula 89’ | Marcatori | 10’ Baticle |

| Arbitro: | Piccirillo |

|                                 |           |                   |
| Arribagé 23’ Batlles 30’ (rig.) | Marcatori | 19’, 88’ Anderson |

| Arbitro: | Ledentu |

|                                          |           |  |
| Déhu 61’ (aut.) Anderson 76’ Juninho 86’ | Marcatori |  |

| Arbitro: | Garibian |

|                      |           |           |
| Flachez 40’ Frau 70’ | Marcatori | 50’ Govou |

| Arbitro: | Chaudre |

|              |           |  |
| Anderson 54’ | Marcatori |  |

| Arbitro: | Bré |

|                       |           |  |
| Cheyrou 2’ Brunel 75’ | Marcatori |  |

| Arbitro: | Vileo |

|                            |           |  |
| Anderson 77’ Luyindula 88’ | Marcatori |  |

| Arbitro: | Veissière |

|  |           |           |
|  | Marcatori | 90’ Govou |

| Lione 13 aprile 2002, ore 20:00 CEST 32ª giornata | Olympique Lione | 0 – 0 referto | Montpellier | Stade de Gerland (39.125 spett.)\| Arbitro: \| Coue \| |
| Arbitro:                                          | Coue            |               |             |                                                        |

| Arbitro: | Duhamel |

|  |           |              |
|  | Marcatori | 68’ Anderson |

| Arbitro: | Coue |

|                                 |           |         |
| Govou 7’ Violeau 14’ Laigle 52’ | Marcatori | 27’ Bąk |

### Coupe de France

#### Fase a eliminazione diretta
| Arbitro: | Ruffray |

|  |           |                                                          |
|  | Marcatori | 11’ Violeau 13’, 69’ Luyindula 16’ Anderson 61’, 88’ Née |

| Arbitro: | Derrien |

|  |           |                               |
|  | Marcatori | 4’ Compan 26’ (rig.) Eggimann |

### Coupe de la Ligue

#### Fase a eliminazione diretta
| Arbitro: | Colombo |

|            |                      |              |
| Müller 69’ | Marcatori            | 51’ Pedretti |
|            | Tiri di rigore 4 – 3 |              |

| Arbitro: | Bré |

|                    |                      |               |
| Bréchet 45’ (aut.) | Marcatori            | 80’ Luyindula |
|                    | Tiri di rigore 4 – 2 |               |

### Champions League

#### Fase a gironi
| Arbitro: | Nielsen |

|                                 |           |  |
| Kluivert 78’ Rivaldo 87’ (rig.) | Marcatori |  |

| Arbitro: | Cesari |

|  |           |             |
|  | Marcatori | 75’ Kirsten |

| Arbitro: | De Bleeckere |

|  |           |              |
|  | Marcatori | 89’ Delmotte |

| Arbitro: | Plautz |

|                                       |           |                |
| Govou 45+1’ Carrière 53’ Delmotte 68’ | Marcatori | 35’ Derelioğlu |

| Arbitro: | Poll |

|                            |           |                                      |
| Luyindula 66’ Carrière 88’ | Marcatori | 9’ Kluivert 18’ Rivaldo 90+4’ Gerard |

| Arbitro: | Ivanov |

|                             |           |                                     |
| Sebescen 45+2’ Berbatov 52’ | Marcatori | 32’, 38’ Carrière 64’ Née 81’ Govou |

### Coppa UEFA

#### Fase a eliminazione diretta
| Arbitro: | Ibáñez |

|                                                         |           |               |
| Englebert 4’ van der Heyden 54’ Mendoza 75’ De Brul 90’ | Marcatori | 83’ Luyindula |

| Arbitro: | Pedersen |

|                          |           |  |
| Anderson 19’, 23’, 90+3’ | Marcatori |  |

| Arbitro: | De Bleeckere |

|           |           |                    |
| Govou 89’ | Marcatori | 14’ (rig.) Štajner |

| Arbitro: | Batista |

|                                        |           |            |
| Nezmar 1’, 82’ Štajner 75’ Neumann 85’ | Marcatori | 17’ Müller |

## Statistiche

### Statistiche di squadra
| Competizione      | Punti | In casa | In casa | In casa | In casa | In casa | In casa | In trasferta | In trasferta | In trasferta | In trasferta | In trasferta | In trasferta | Totale | Totale | Totale | Totale | Totale | Totale | DR  |
| Competizione      | Punti | G       | V       | N       | P       | Gf      | Gs      | G            | V            | N            | P            | Gf           | Gs           | G      | V      | N      | P      | Gf     | Gs     | DR  |
| ----------------- | ----- | ------- | ------- | ------- | ------- | ------- | ------- | ------------ | ------------ | ------------ | ------------ | ------------ | ------------ | ------ | ------ | ------ | ------ | ------ | ------ | --- |
| Division 1        | 66    | 17      | 14      | 3       | 0       | 42      | 7       | 17           | 6            | 3            | 8            | 20           | 25           | 34     | 20     | 6      | 8      | 62     | 32     | +30 |
| Coupe de France   | -     | 1       | 0       | 0       | 1       | 0       | 2       | 1            | 1            | 0            | 0            | 6            | 0            | 2      | 1      | 0      | 1      | 6      | 2      | +4  |
| Coupe de la Ligue | -     | 1       | 0       | 1       | 0       | 1       | 1       | 1            | 0            | 1            | 0            | 1            | 1            | 2      | 0      | 2      | 0      | 2      | 2      | 0   |
| Champions League  | -     | 3       | 1       | 0       | 2       | 5       | 5       | 3            | 2            | 0            | 1            | 5            | 4            | 6      | 3      | 0      | 3      | 10     | 9      | +1  |
| Coppa UEFA        | -     | 2       | 1       | 1       | 0       | 4       | 1       | 2            | 0            | 0            | 2            | 2            | 8            | 4      | 1      | 1      | 2      | 6      | 9      | -3  |
| Totale            | -     | 24      | 16      | 5       | 3       | 52      | 16      | 24           | 9            | 4            | 11           | 34           | 38           | 48     | 25     | 9      | 14     | 86     | 54     | +32 |

### Andamento in campionato
| Giornata  | 1  | 2 | 3 | 4 | 5 | 6 | 7 | 8 | 9 | 10 | 11 | 12 | 13 | 14 | 15 | 16 | 17 | 18 | 19 | 20 | 21 | 22 | 23 | 24 | 25 | 26 | 27 | 28 | 29 | 30 | 31 | 32 | 33 | 34 |
| --------- | -- | - | - | - | - | - | - | - | - | -- | -- | -- | -- | -- | -- | -- | -- | -- | -- | -- | -- | -- | -- | -- | -- | -- | -- | -- | -- | -- | -- | -- | -- | -- |
| Luogo     | T  | C | T | C | T | T | C | T | C | T  | C  | T  | C  | T  | C  | T  | C  | T  | C  | T  | C  | C  | T  | C  | T  | C  | T  | C  | T  | C  | T  | C  | T  | C  |
| Risultato | P  | V | V | V | V | N | V | P | V | N  | N  | P  | V  | V  | V  | P  | V  | P  | N  | V  | V  | V  | P  | V  | N  | V  | P  | V  | P  | V  | V  | N  | V  | V  |
| Posizione | 16 | 7 | 4 | 3 | 2 | 3 | 3 | 4 | 1 | 3  | 3  | 4  | 3  | 2  | 2  | 2  | 2  | 2  | 2  | 2  | 2  | 2  | 2  | 2  | 2  | 2  | 2  | 2  | 2  | 2  | 2  | 2  | 2  | 1  |

Fonte:  Classements, su lfp.fr, LFP.
Legenda:

Luogo: C = Casa; T = Trasferta. Risultato: V = Vittoria; N = Pareggio; P = Sconfitta.

### Statistiche dei giocatori
| Giocatore      | Division 1 | Division 1 | Division 1  | Division 1 | Coupe de France Coupe de la Ligue | Coupe de France Coupe de la Ligue | Coupe de France Coupe de la Ligue | Coupe de France Coupe de la Ligue | Champions League Coppa UEFA | Champions League Coppa UEFA | Champions League Coppa UEFA | Champions League Coppa UEFA | Totale   | Totale | Totale      | Totale     |
| Giocatore      | Presenze   | Reti       | Ammonizioni | Espulsioni | Presenze                          | Reti                              | Ammonizioni                       | Espulsioni                        | Presenze                    | Reti                        | Ammonizioni                 | Espulsioni                  | Presenze | Reti   | Ammonizioni | Espulsioni |
| -------------- | ---------- | ---------- | ----------- | ---------- | --------------------------------- | --------------------------------- | --------------------------------- | --------------------------------- | --------------------------- | --------------------------- | --------------------------- | --------------------------- | -------- | ------ | ----------- | ---------- |
| S. Anderson    | 25         | 14         | 1           | 0          | 2+2                               | 1+0                               | 0                                 | 0                                 | 1+4                         | 0+3                         | 0                           | 0                           | 34       | 18     | 1           | 0          |
| J. Bąk         | 1          | 1          | 1           | 0          | -                                 | -                                 | -                                 | -                                 | -                           | -                           | -                           | -                           | 1        | 1      | 1           | 0          |
| B. Bergougnoux | 1          | 0          | 0           | 0          | -                                 | -                                 | -                                 | -                                 | -                           | -                           | -                           | -                           | 1        | 0      | 0           | 0          |
| J. Bréchet     | 28         | 0          | 4           | 0          | 2+2                               | 0                                 | 0                                 | 0                                 | 5+3                         | 0                           | 1+0                         | 0                           | 40       | 0      | 5           | 0          |
| C. Caçapa      | 15         | 0          | 4           | 0          | 2+1                               | 0                                 | 0+1                               | 0                                 | 3+0                         | 0                           | 1+0                         | 0                           | 21       | 0      | 6           | 0          |
| E. Carrière    | 27         | 4          | 2           | 0          | 2+2                               | 0                                 | 0                                 | 0                                 | 5+4                         | 4+0                         | 0+1                         | 0                           | 40       | 8      | 3           | 0          |
| J. Chanelet    | 19         | 1          | 2           | 0          | 1+2                               | 0                                 | 0                                 | 0                                 | 3+1                         | 0                           | 0                           | 0                           | 26       | 1      | 2           | 0          |
| G. Coupet      | 34         | -32        | 1           | 0          | 2+2                               | -2-2                              | 0                                 | 0                                 | 6+4                         | -9-9                        | 0                           | 0                           | 48       | -43    | 1           | 0          |
| E. Deflandre   | 21         | 0          | 2           | 0          | 1+1                               | 0                                 | 0                                 | 0                                 | 4+3                         | 0                           | 0                           | 0                           | 30       | 0      | 2           | 0          |
| C. Delmotte    | 26         | 5          | 2           | 0          | 2+2                               | 0                                 | 0                                 | 0                                 | 6+4                         | 2+0                         | 0                           | 0                           | 40       | 7      | 2           | 0          |
| Edmílson       | 18         | 0          | 3           | 1          | 1+2                               | 0                                 | 0                                 | 0                                 | 5+3                         | 0                           | 0+1                         | 0                           | 29       | 0      | 4           | 1          |
| M. Foé         | 18         | 2          | 3           | 1          | -                                 | -                                 | -                                 | -                                 | 5+3                         | 0                           | 1+0                         | 0                           | 26       | 2      | 4           | 1          |
| S. Govou       | 29         | 10         | 5           | 0          | 1+2                               | 0                                 | 0+1                               | 0                                 | 6+3                         | 2+1                         | 0                           | 0                           | 41       | 13     | 6           | 0          |
| A. Hauw        | 1          | 0          | 0           | 0          | -                                 | -                                 | -                                 | -                                 | -                           | -                           | -                           | -                           | 1        | 0      | 0           | 0          |
| A. Hugues      | 0          | 0          | 0           | 0          | -                                 | -                                 | -                                 | -                                 | 0                           | 0                           | 0                           | 0                           | 0        | 0      | 0           | 0          |
| Juninho        | 29         | 5          | 1           | 0          | 2+2                               | 0                                 | 1+0                               | 0                                 | 4+4                         | 0                           | 0                           | 1+0                         | 41       | 5      | 2           | 1          |
| P. Laigle      | 27         | 3          | 1           | 0          | 2+0                               | 0                                 | 0                                 | 0                                 | 5+3                         | 0                           | 1+0                         | 0                           | 37       | 3      | 2           | 0          |
| F. Laville     | 13         | 0          | 3           | 0          | 1+0                               | 0                                 | 0                                 | 0                                 | 1+2                         | 0                           | 0+1                         | 0                           | 17       | 0      | 4           | 0          |
| D. Linarès     | 27         | 0          | 2           | 0          | 1+2                               | 0                                 | 0                                 | 0                                 | 4+2                         | 0+1                         | 0                           | 0                           | 36       | 1      | 2           | 0          |
| P. Luyindula   | 21         | 6          | 0           | 0          | 2+2                               | 2+0                               | 0                                 | 0                                 | 5+3                         | 1+1                         | 0                           | 0                           | 33       | 10     | 0           | 0          |
| S. Marlet      | 5          | 1          | 0           | 0          | -                                 | -                                 | -                                 | -                                 | -                           | -                           | -                           | -                           | 5        | 1      | 0           | 0          |
| P. Müller      | 30         | 0          | 4           | 0          | 0+2                               | 0+1                               | 0+1                               | 0                                 | 6+4                         | 0+1                         | 1+0                         | 0                           | 42       | 2      | 6           | 0          |
| F. Née         | 18         | 2          | 1           | 0          | 2+0                               | 2+0                               | 0                                 | 0                                 | 4+3                         | 1+0                         | 0+1                         | 0                           | 27       | 5      | 2           | 0          |
| P. Violeau     | 30         | 4          | 5           | 2          | 2+2                               | 1+0                               | 0                                 | 0                                 | 5+3                         | 0                           | 1+1                         | 0                           | 42       | 5      | 7           | 2          |